# Allacciate le cinture
(Slogan del film)
Allacciate le cinture è un film del 2014 diretto da Ferzan Özpetek.
Il film ha un cast corale che vede tra gli interpreti principali Kasia Smutniak, Francesco Arca e Filippo Scicchitano.

## Trama
Lecce, 2000. Elena, cameriera in un bar, lavora insieme a Silvia e al suo coinquilino gay Fabio. I tre sono amici, ma tra loro nascono degli screzi a causa dell'arrivo di Antonio, un meccanico omofobo e razzista.
Antonio frequenta il bar dove i tre lavorano per incontrare Silvia, ma finisce per incontrare spesso anche Elena, alla quale rivela un giorno di essere dislessico. Mentre Elena sembra attenuare il suo disprezzo per Antonio, avvia con Fabio un progetto per rilevare una stazione di rifornimento e trasformarla in un bar. Intanto il rapporto tra Elena e Antonio si tramuta in attrazione fisica, nonostante Elena sia fidanzata da due anni con Giorgio. Un giorno Elena si lascia trasportare dai suoi istinti e segue Antonio nella sua officina, dove i due sfiorano l'amplesso. In seguito i due iniziano a frequentarsi.
Tredici anni dopo. Elena e Fabio celebrano l'anniversario dell'apertura del loro locale, pieno di gente e amici. Elena ha già due figli: una bambina di dieci anni e un bambino più piccolo; ma suo marito non è Giorgio: è Antonio. Elena è sempre amica e socia d'affari di Fabio, frequenta spesso sua madre Anna e la stravagante zia Viviana, mentre il rapporto con Antonio è problematico: le differenze caratteriali li portano a frequenti liti, alle quali assistono impotenti i bambini.
La vita indaffarata e piena di progetti di Elena subisce un improvviso arresto quando, in seguito a un controllo casuale, le viene diagnosticato un tumore al seno, che dovrà curare con un ciclo di chemioterapia. Mentre le si stringono vicino i familiari e gli amici, Antonio sembra trincerarsi dietro un muro di dolore invalicabile. In questo contesto, Elena trova anche un'inattesa amicizia con Maricla, una parrucchiera, ex amante del marito.
Le cure e la malattia costringono presto Elena a rinunciare al lavoro e a trovarsi ricoverata a più riprese in un ospedale, dove fa conoscenza di una dottoressa che, tredici anni prima, era stata cliente del bar dove lavorava, e di una simpatica compagna di stanza, Egle. In queste circostanze Elena e Antonio riscoprono la passione che li aveva uniti tredici anni prima, tanto da fare l'amore in ospedale, nonostante le terribili condizioni fisiche della donna, ormai in una fase avanzata della malattia.
Una mattina Egle muore ed Elena cade in preda a profondo turbamento, nonostante la dottoressa la rassicuri sulle possibilità di guarigione. Elena decide comunque di scappare e tornare a casa. Qui ha una visione del futuro, tra sogno e premonizione: tutta la sua famiglia vestita di bianco si stringe alla nuova compagna di Antonio, la parrucchiera Maricla, per la nascita di una bambina, a cui viene dato proprio il nome di Elena.
L'arrivo del marito in carne ed ossa interrompe la visione. L'uomo, invece di riaccompagnarla in ospedale, decide di portarla nella caletta dove tredici anni prima avevano fatto l'amore per la prima volta. Mentre se ne stanno andando, con l'auto rischiano di scontrarsi con una coppia in moto: sono loro stessi, tredici anni prima, che stanno arrivando proprio in quella spiaggia.
Anno 2000. Elena e Antonio sono costretti a rivelare la loro relazione. Elena, messa alle strette, dà appuntamento all'amica Silvia per dirle tutta la verità. Quando le due si incontrano la rivelazione di Elena viene preceduta da una contro-rivelazione di Silvia, che confessa una relazione con il ragazzo di Elena, Giorgio, mentre Antonio è solo una sorta di diversivo e copertura. Silvia scoppia a piangere, ma Elena e Fabio iniziano a ridere, lasciando l'amica sorpresa ma contenta.

## Produzione
Dopo la parentesi con la Fandango, Özpetek torna a collaborare con la R&C Produzioni di Gianni Romoli e Tilde Corsi, che hanno prodotto i suoi primi film. Il film è prodotto anche da Faros Film in collaborazione con Rai Cinema e il sostegno di Apulia Film Commission. Inizialmente il film doveva intitolarsi Allacciate le cinture di sicurezza, poi abbreviato in Allacciate le cinture.
Le riprese del film, iniziate a Lecce il 13 maggio 2013 per una durata di nove settimane, sono state suddivise in due parti: la prima dal 13 maggio al 6 giugno, la seconda dall'8 luglio al 6 agosto 2013. La pausa tra i due blocchi di riprese ha permesso ai protagonisti di perdere o guadagnare peso a seconda delle esigenze di sceneggiatura. Kasia Smutniak ha perso otto chili per evidenziare la malattia del suo personaggio. Francesco Arca invece è ingrassato di dieci chili, mentre Scicchitano è dimagrito per la seconda parte del film.
Le riprese hanno avuto luogo a Lecce, Otranto, nelle Marine di Melendugno Torre Specchia e San Foca, nel comune di Maglie e nella Riserva naturale statale Torre Guaceto.
Özpetek aveva scritto un ruolo anche per Anna Proclemer, che aveva diretto in Magnifica presenza, ma l'attrice ha declinato dicendo di non sentirsela di spostarsi e di affrontare un nuovo impegno. L'attrice è deceduta il 25 aprile 2013, pochi giorni prima l'inizio delle riprese di Allacciate le cinture.

## Promozione
Una prima foto promozionale del film è stata diffusa da Özpetek, attraverso il suo profilo Twitter, il 12 novembre 2013. Il giorno successivo è stato diffuso, in anteprima sul sito de La Repubblica, il teaser trailer del film. Il trailer è accompagnato dal brano di Riccardo Cocciante A mano a mano nella versione cantata da Rino Gaetano.
Il 3 febbraio 2014, in concomitanza con il compleanno del regista, viene diffusa la locandina ufficiale del film. Successivamente viene creata una campagna promozionale sui social network, indetta dallo stesso regista attraverso i suoi account su Twitter, Facebook e Instagram.

## Distribuzione
Il film è stato distribuito nelle sale cinematografiche italiane il 6 marzo 2014 da 01 Distribution. In Turchia, è stato distribuito con il titolo Kemerlerinizi Bağlayın il 14.

## Colonna sonora
Le musiche originali del film sono composte da Pasquale Catalano. Oltre le musiche di Catalano, la colonna sonora comprende il brano A mano a mano di Riccardo Cocciante nella versione cantata da Rino Gaetano, At Last di Etta James e una versione di It's Raining Men dei Dolapdere Big Gang.

## Accoglienza

### Incassi
Nel primo fine settimana di programmazione nelle sale, il film ha debuttato al secondo posto dei film più visti, dietro a 300 - L'alba di un impero, con un incasso di 1563627 €. Il film ha incassato oltre 4.500.000 euro. (dato aggiornato al 6 aprile 2014)

## Riconoscimenti
- 2014 - David di Donatello
  - Candidatura Miglior regista a Ferzan Özpetek
  - Candidatura Migliore attrice protagonista a Kasia Smutniak
  - Candidatura Migliore attrice non protagonista a Paola Minaccioni
  - Candidatura Migliore fotografia a Gian Filippo Corticelli
  - Candidatura Miglior colonna sonora a Pasquale Catalano
  - Candidatura Migliore scenografia a Marta Maffucci
  - Candidatura Migliori costumi a Alessandro Lai
  - Candidatura Miglior trucco a Ermanno Spera
  - Candidatura Migliori acconciature a Francesca De Simone
  - Candidatura Miglior montaggio a Patrizio Marone
  - Candidatura Miglior sonoro a Marco Grillo e Mirko Pantalla
- 2014 - Nastro d'argento
  - Migliore attrice protagonista a Kasia Smutniak
  - Migliore attrice non protagonista a Paola Minaccioni
  - Miglior casting director a Pino Pellegrino
  - Candidatura Regista del miglior film a Ferzan Özpetek
  - Candidatura Migliore fotografia a Gian Filippo Corticelli
  - Candidatura Miglior colonna sonora a Pasquale Catalano
  - Candidatura Miglior montaggio a Patrizio Marone
- 2014 - Ciak d'oro
  - Miglior colonna sonora a Pasquale Catalano[12]
  - Candidatura Miglior attore non protagonista a Filippo Scicchitano
  - Candidatura Migliore attrice non protagonista a Paola Minaccioni
  - Candidatura Miglior manifesto a Federico Mauro
  - Candidatura Miglior sonoro in presa diretta a Marco Grillo, Mirko Pantalla, Luca Grillo e Fabio Conca
- 2015 - Moviemov Italian Film Festival di Hanoi[13]
  - Miglior film a Ferzan Özpetek